# Peugeot 208
El Peugeot 208 es un automóvil de turismo del segmento B producido por el fabricante francés Peugeot. Salió a la venta en marzo de 2012 en Europa y en 2013 en América con la finalidad de sustituir al Peugeot 207. Este modelo es más pequeño que su antecesor, con un tamaño similar al Citroën DS3 y fue presentado en el Salón del Automóvil de Ginebra de 2012. De acuerdo al fabricante, el modelo base contiene 25% de materiales reciclados o naturales y su peso ligero le permite consumir menos combustible y emitir menos dióxido de carbono. Fue escogido como Coche del Año en España de 2013.
La gama 208 se compone de diferentes acabados, utilizando estos las siguientes denominaciones: Active, Signature, Tech Edition, GT-Line, GTi, además de contar con versiones especiales.

## Primera generación (2012-2019)

### 208 XY

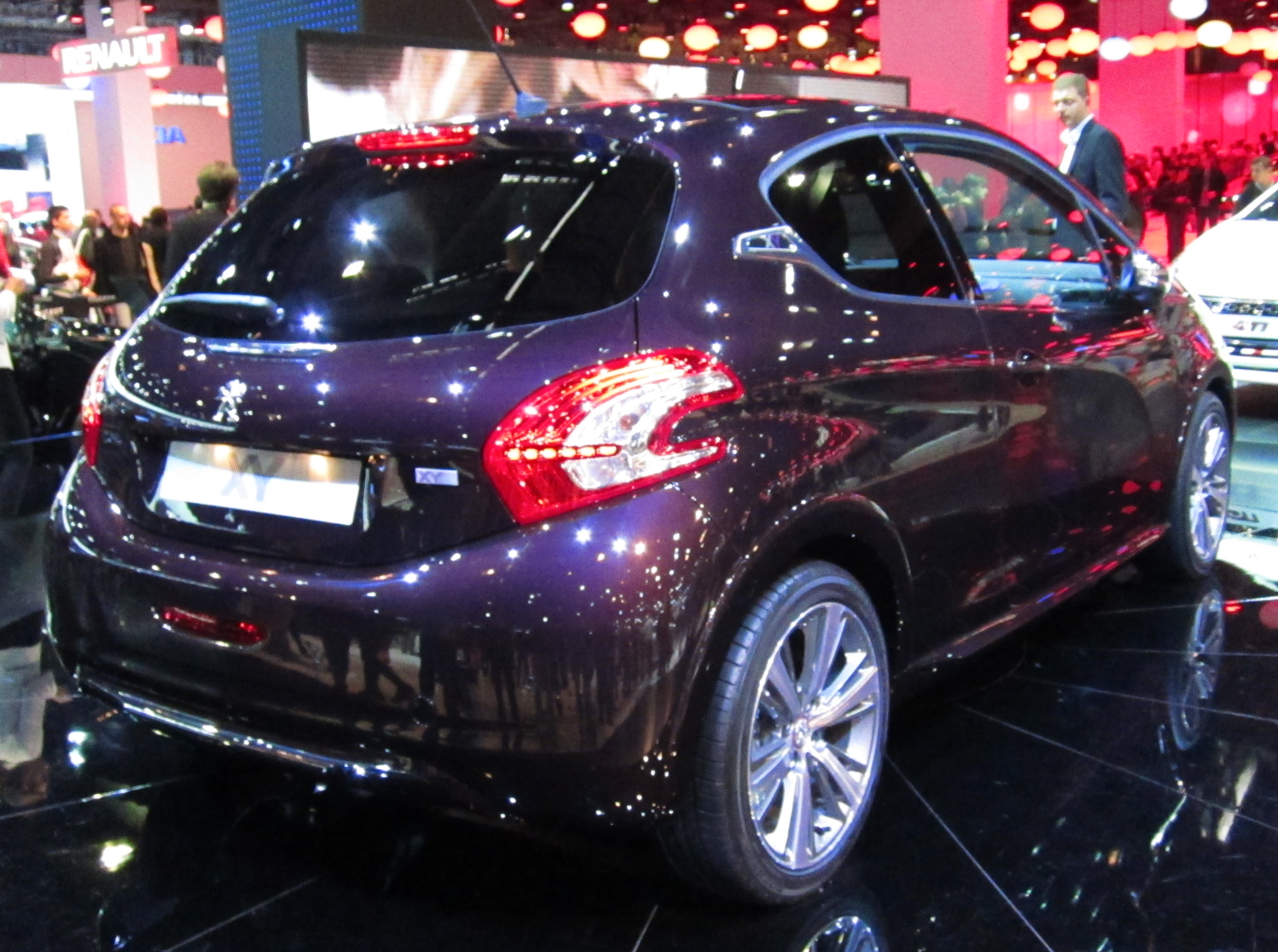
208 XY en el Salón del Automóvil de Ginebra de 2012.

El Peugeot 208 XY fue presentado en 2012 en el Salón del Automóvil de París como un vehículo de lujo. Las siglas XY de su nombre son un indicio de la palabra inglesa "luxury" (lujo). El vehículo tiene como distintivo estético principal el color púrpura, el cual se encuentra presente tanto en el exterior, como en el interior. Para destacar su carácter de exclusividad o alta gama, el 208 XY está equipado con detalles como el volante cubierto de piel, pantalla de conectividad con conexiones USB y Bluetooth así como con vestiduras personalizables. Adicionalmente, cuenta con un asistente de aparcamiento automático, el cual mide el tamaño de los espacios de aparcado disponibles para seleccionar el adecuado.
La pintura exterior del 208 XY es púrpura tornasol; además, el vehículo cuenta con detalles púrpura en los rines de aluminio de 17 pulgadas y con detalles cromados en diferentes partes externas.

### 208 GTi

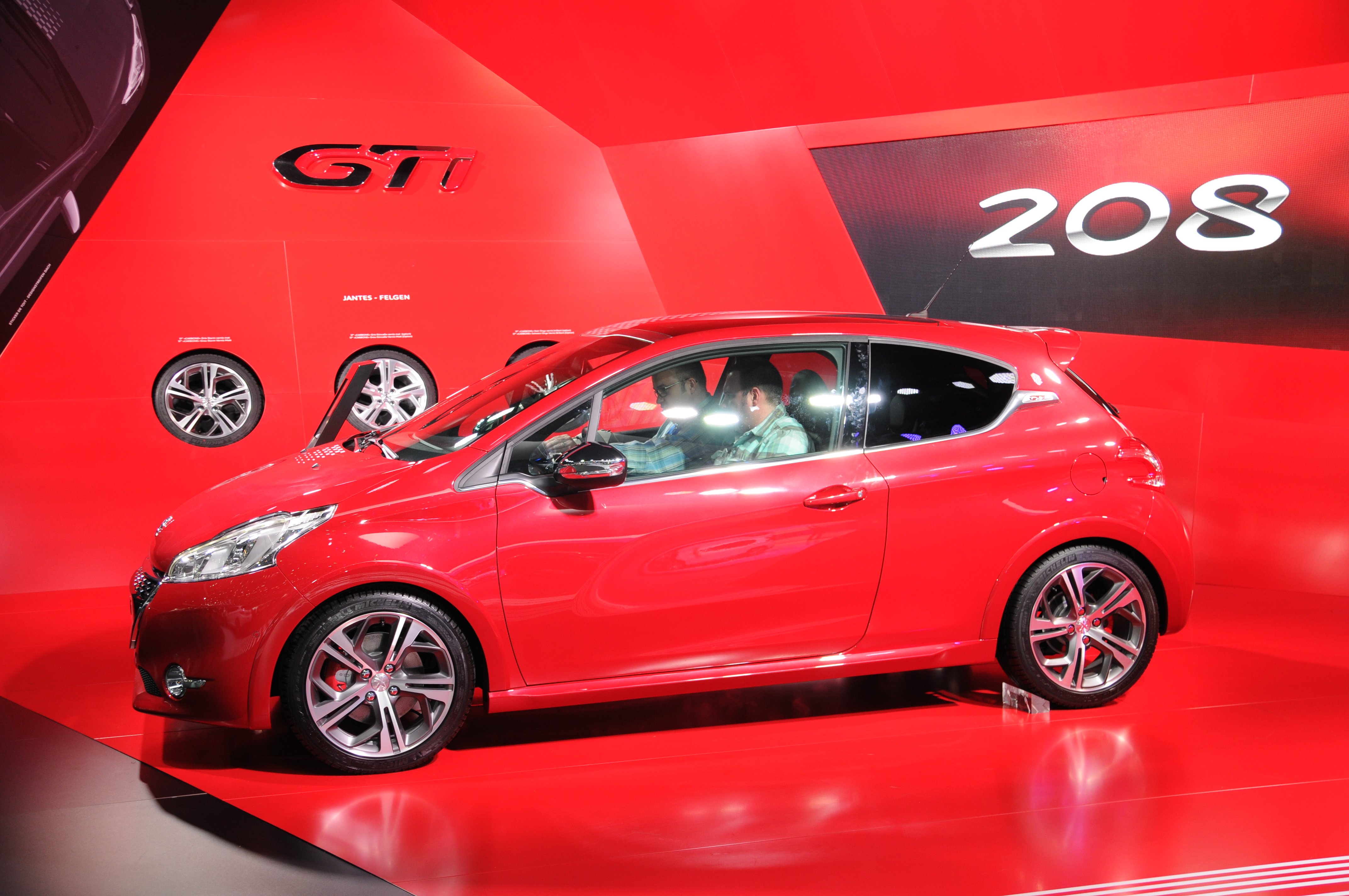
Presentación en el Salón del Automóvil de Ginebra de 2013

El Peugeot 208 GTi, junto al futuro 208 RC, completan la gama de los modelos más deportivos del 208. Este modelo equipa un motor de 1600cc turbo que rinde 200cv, evolución del que llevaba el Peugeot 207 RC desarrollado por BMW (MINI) junto con una caja de 6 velocidades manual. En un futuro se especula con la llegada de una variante más potente. Este modelo cuenta con algunos ajustes y equipamiento diferentes al modelo estándar, como la opción de ESP completamente desconectable. Su velocidad máxima es de aproximadamente 230km/h y su aceleración de 0-100km/h en 6.8 segundos. Además, el consumo medio mixto es de 6L/100 km (con 139 gramos C02 por kilómetro).
El Peugeot 208 GTi se vende únicamente con carrocería de 3 puertas, a la contra de lo que han hecho algunos rivales directos como el nuevo Renault Clio RS que se vende con carrocería de 5 puertas. Respecto al chasis, este modelo es más ligero y rígido que el modelo estándar, no cuenta con un chasis nuevo, sino de una modificación a partir de este. El ancho de vías aumenta 10 mm delante y 20 mm detrás respecto al modelo normal. El peso contenido es de 1160 kilos.
Estéticamente, el 208 GTi se distingue del modelo básico por muchos detalles tanto interior como exteriormente. Lleva una calandra más deportiva, un kit de paragolpes diferentes, un difusor trasero nuevo, una salida de escape cromada y llantas "Carbone" en 17 pulgadas con neumáticos 205/45. El interior se distingue por volante en piel con costuras rojas y el emblema gti, esferas del cuadro con logotipos, detalles en aluminio en el salpicadero y puertas y unos asientos en piel y tela roja con un aspecto deportivo y envolvente.
El precio de este modelo en su lanzamiento (29 de abril de 2013) es de unos 22.900 €

### Mecánicas

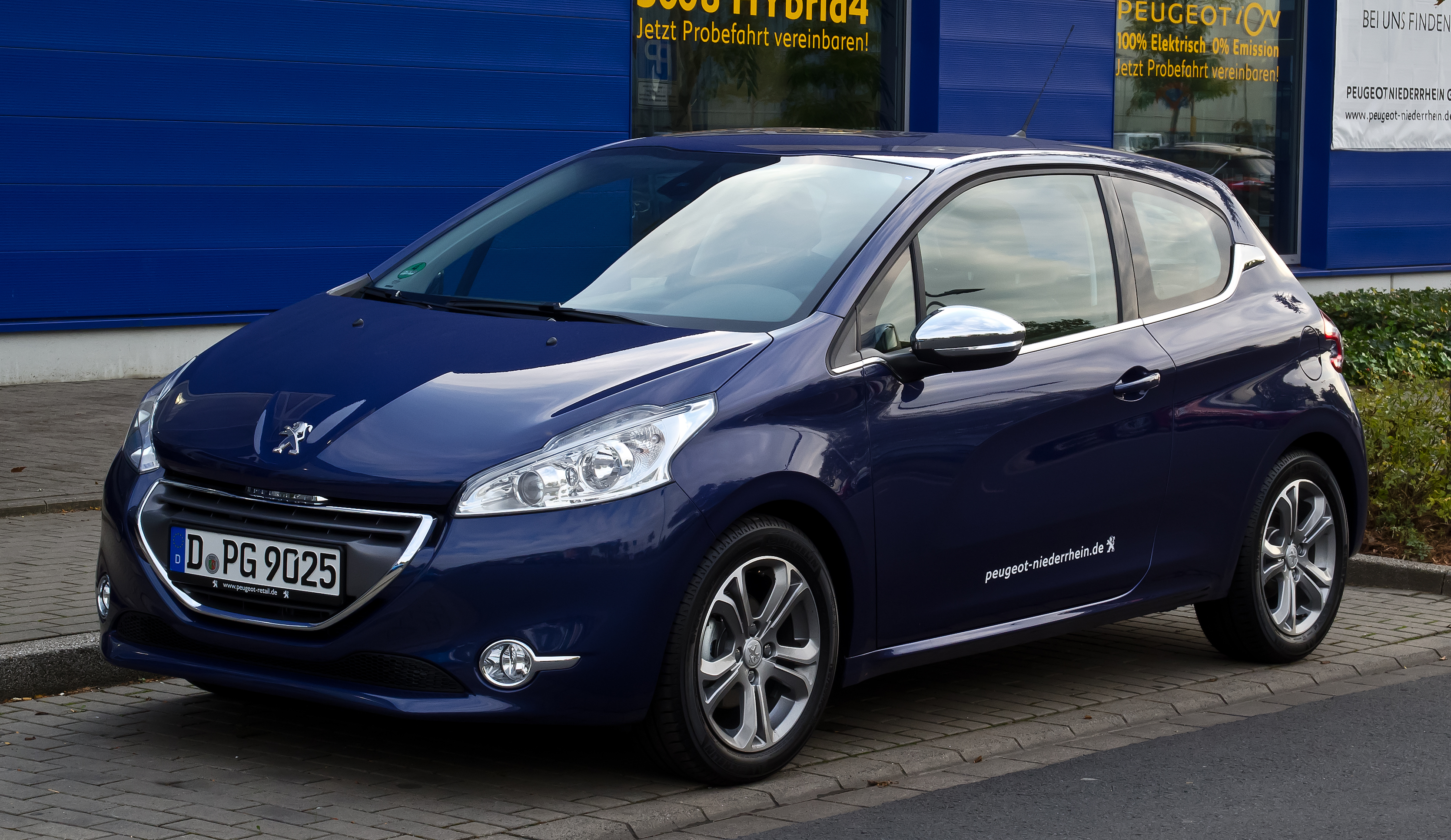
208 95 VTi Allure en Düsseldorf en septiembre de 2012

Desde su lanzamiento en 2012, el Peugeot 208 cuenta con motores tanto gasolina (3 y 4 cilindros) como diésel (4 cilindros). Inicialmente la gama mecánica se componía de cuatro motores de gasolina 1.0 VTi 68 cv, 1.2 VTi 82 cv, 1.4 VTi 95 cv y 1.6 VTi 120 cv; y tres diésel 1.4 HDi 68 cv, y 1.6 e-HDi de 92 y 115 cv. Existía una versión ecológica del 1.4 HDi denominada 1.4 e-HDi Blue Lion con cambio semiautomático, que reducía las emisiones de 98g/km a 87g/km. Algo más tarde llegó una briosa versión de gasolina tomada de la base del 1.6 VTi, pero con turbocompresor y generando 155 cv. En 2013, apareció el GTi, con un motor de 1,6 litros y 200 cv de potencia. A finales de 2013 y en 2014 se produjeron algunos cambios en la gama, como cambios en la dominación a Puretech, pero no fue hasta 2015 cuando se hizo un restyling de gama. En ese año, se modifica la gama junto con el restyling del modelo, de forma que queda así: los 3 cilindros 1.0 y 1.2, permanecen igual, pero se les comienza a llamar Puretech. El 1.4 de 95 cv desaparece de la gama, el 1.6 gasolina de 120 cv se rebaja a una versión con el motor 3 cilindros 1.2 Puretech turbo con 110 cv. El 1.6 THP de 155 cv se actualiza y consigue 165. En cuanto a los diésel, se resumen en un bloque 4 cilindros 1.6 BlueHDi con 75 cv (sustituye al 1.4 HDi), 100 cv (sustituye al 1.6 e-HDi 92) y 120 cv (sustituye al 1.6 e-HDi 115). Por último, se crea una versión conmemorativa denominada GTi 30th, con el mismo motor que el GTi convencional, pero aumentando la potencia hasta los 208cv y hace homenaje al peugeot 205 GTi lanzado justo 30 años antes. Este motor también se puede asociar con la versión GTi ByPS o GTi By Peugeot Sport      
| Mecánica             | Cilindrada | Cilindros | CV/kW @ rpm    | NM @ rpm   | Diámetro x Carrera | Años de producción |
| -------------------- | ---------- | --------- | -------------- | ---------- | ------------------ | ------------------ |
| 1.0 VTi              | 999 cc     | 3         | 68/50 @ 6000   | 95 @ 3000  | 71,0 x 84,1 mm     | 2012-2015          |
| 1.0 Puretech         | 999 cc     | 3         | 68/50 @ 6000   | 95 @ 3000  | 71,0 x 84,1 mm     | 2015-2019          |
| 1.2 VTi              | 1199 cc    | 3         | 82/60 @ 5750   | 118 @ 2750 | 75,0 x 90,5 mm     | 2012-2015          |
| 1.2 Puretech         | 1199 cc    | 3         | 82/60 @ 5750   | 118 @ 2750 | 75,0 x 90,5 mm     | 2015-2019          |
| 1.4 VTi              | 1397 cc    | 4         | 95/70 @ 6000   | 136 @ 4000 | 77,0 x 75,0 mm     | 2012-2014          |
| 1.2 Puretech         | 1199 cc    | 3         | 110/81 @ 5500  | 205 @ 1500 | 75,0 x 90,5 mm     | 2014-2019          |
| 1.6 VTi              | 1598 cc    | 4         | 120/88 @ 6000  | 160 @ 4250 | 77,0 x 85,8 mm     | 2012-2019          |
| 1.6 THP              | 1598 cc    | 4         | 155/114 @ 6000 | 260 @ 1750 | 77,0 x 85,8 mm     | 2012-2015          |
| 1.6 THP              | 1598 cc    | 4         | 165/121 @ 6000 | 240 @ 1750 | 77,0 x 85,8 mm     | 2015-2019          |
| 1.6 THP GTi          | 1598 cc    | 4         | 200/147 @ 6800 | 275 @ 1700 | 77,0 x 85,8 mm     | 2013-2015          |
| 1.6 THP GTi/GTi 30th | 1598 cc    | 4         | 208/153 @ 6800 | 300 @ 1750 | 77,0 x 85,8 mm     | 2015-2019          |

| Mecánica            | Cilindrada | Cilindros | CV/kW @ rpm   | NM @ rpm   | Diámetro x Carrera | Años de producción |
| ------------------- | ---------- | --------- | ------------- | ---------- | ------------------ | ------------------ |
| 1.4 HDi             | 1397 cc    | 4         | 68/50 @ 4000  | 160 @ 1750 | 73,7 x 82,0 mm     | 2012-2015          |
| 1.4 e-HDi Blue Lion | 1397 cc    | 4         | 68/50 @ 4000  | 160 @ 1750 | 73,7 x 82,0 mm     | 2012-2015          |
| 1.6 BlueHDi         | 1560 cc    | 4         | 75/55 @ 3500  | 230 @ 1750 | 75,0 x 88,3 mm     | 2015-2019          |
| 1.6 e-HDi           | 1560 cc    | 4         | 92/68 @ 4000  | 230 @ 1750 | 75,0 x 88,3 mm     | 2012-2013          |
| 1.6 e-HDi 91g       | 1560 cc    | 4         | 92/68 @ 4000  | 230 @ 1750 | 75,0 x 88,3 mm     | 2012-2012          |
| 1.6 e-HDi 90g       | 1560 cc    | 4         | 92/68 @ 4000  | 230 @ 1750 | 75,0 x 88,3 mm     | 2012-2013          |
| 1.6 e-HDi 88g       | 1560 cc    | 4         | 92/68 @ 4000  | 230 @ 1750 | 75,0 x 88,3 mm     | 2013-2013          |
| 1.6 e-HDi 85g       | 1560 cc    | 4         | 92/68 @ 4000  | 230 @ 1750 | 75,0 x 88,3 mm     | 2013-2014          |
| 1.6 BlueHDi         | 1560 cc    | 4         | 100/74 @ 3750 | 254 @ 1750 | 75,0 x 88,3 mm     | 2014-2019          |
| 1.6 e-HDi           | 1598 cc    | 4         | 115/85 @ 3600 | 230 @ 1750 | 75,0 x 88,3 mm     | 2012-2014          |
| 1.6 BlueHDi         | 1598 cc    | 4         | 120/88 @ 3500 | 300 @ 1750 | 75,0 x 88,3 mm     | 2014-2019          |

### Competición
El Peugeot 208 cuenta con dos homologaciones de grupo R para competición: R2 y R5.

#### 24 horas Nurbürgring 2013
Peugeot debutó su nuevo modelo 208 GTi con tres unidades en la prueba de 24 horas de Nurburgring (celebrada entre el 19 y 20 de mayo de 2013) en la categoría SP2T (reservada a motores 1.6 turbo). Los 3 vehículos utilizados aprovechaban el desarrollo de los 3 modelos previos (T16, R2 y Racing Cup) para su diseño: El motor es el original del 208 GTi vitaminado hasta los 300 cv con una caja de cambio por levas de 6 velocidades. Los frenos se reforzaron, las llantas pasaron a ser de 18 pulgadas y el depósito permite hasta 100 litros de gasolina para una carrera de resistencia. En el apartado de chasis y aerodinámica, esta se trabajó hasta los límites del reglamento: Se partió de un chasis de GTi original y se trabajó en reforzar su rigidez y aligerarlo. El conjunto pesa solo 990 kilos.
Los 8 pilotos Europeos fueron seleccionados a través del programa "208 GTi: Racing Experience", donde uno de los seleccionados fue Gonzalo Martín de Andrés como piloto, formando equipo con Bradley Philpot (seleccionado inglés), Stephan Epp (alemán), y Mathieu Sentis (francés). Este equipo participó con el dorsal 215. Este equipo utilizó una estrategia de carrera conservadora, manteniendo la posición sin arriesgar demasiado. Por su contra, el otro equipo formado por pilotos del programa optaron por una estrategia mucho más agresiva, al igual que el tercer equipo, con pilotos oficiales.
La prueba no pudo finalizar mejor para el equipo: Tras el abandono de un Mini Cooper JCW que lideró toda la carrera, las tres unidades lograron hacer triplete consiguiendo el primer, segundo y tercer puesto en su categoría.

#### Peugeot 208 R2

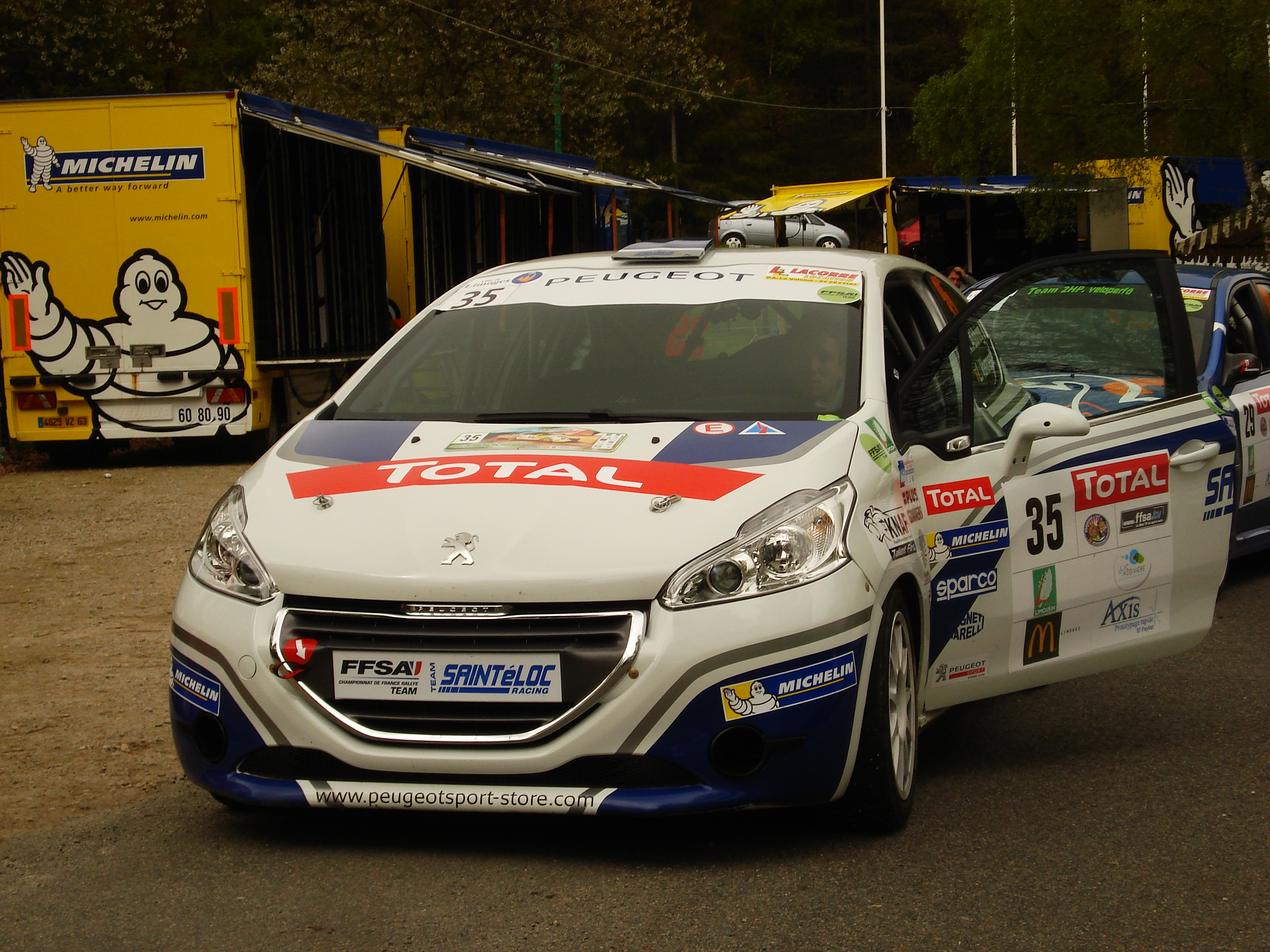
Peugeot 208 R2 de Kevin Abbring

La primera aparición del 208 R2 fue como "coche cero" en el Tour de Córcega (10-12 de mayo de 2012). A los mandos de este se puso a Stéphane Sarrazin y Benjamin Veillas de copiloto. Sarrazin, junto a Craig Breen y Bryan Bouffier fueron los pilotos seleccionados por Peugeot para poner a punto este modelo.
El 208 R2 es 40 kilos más ligero que su antecesor, el 207. También tiene una batalla más larga y el centro de gravedad más bajo. Respecto a la versión de calle, la rigidez ha sido reforzada instalando un arco de seguridad. El motor es una unidad de  1.600 cc de aspiración atmosférica potenciado hasta obtener 185 CV, variante del 1.6 VTi presente en la gama de propulsores del modelo. La caja de cambios es una unidad de cinco velocidades-secuencial con la palanca de cambio en la columna de dirección. La dirección asistida hidráulica en vez de eléctrica como el 208 de calle para una sensación más directa.
El Peugeot 208 R2 está disponible desde finales de 2012 puede adquirirse de dos formas: Comprando el coche ya montado por € 57.500 o bien comprando el kit para montar en un 208 por cuenta del comprador por 37.500€.

#### Peugeot 208 R5 (T16)

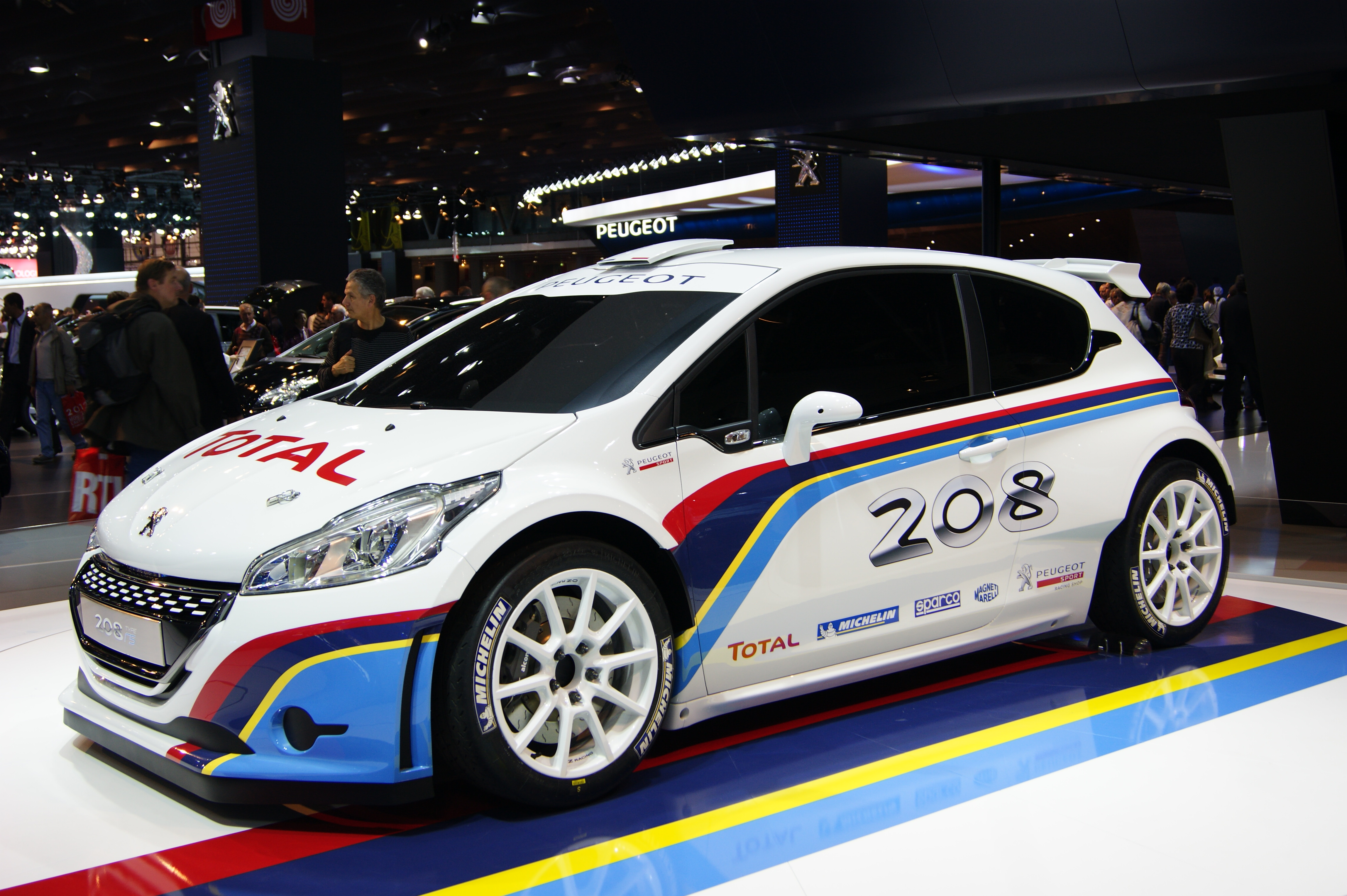
208 R5 en el Salón de Ginebra 2013

El Peugeot 208 R5 fue renombrado como "208 T16" en honor al Peugeot 205 Turbo 16 del Grupo B de los años 80, con el cual Peugeot obtuvo dos títulos del Campeonato del Mundo de Rally y con el que posteriormente participó en el Rally Dakar, entre otras competiciones. El 208 R5 fue presentado en el Salón de Ginebra de 2013 ostentando los colores que lució el 205 Turbo 16 originalmente.
El Peugeot 208 T16 cuenta con un peso contenido de 1.200 kg, tracción integral, caja de cambios secuencial de cinco velocidades y un bloque THP montado de forma delantera transversal con una cilindrada de 1.595 cc y 4 cilindros (con brida de admisión de 32 mm) y turbo que rinde 280cv y 400 Nm a 6000 rpm.

#### Peugeot 208 T16 Pikes Peak
En febrero de 2013 se confirmó el desarrollo de una versión especial del R5 bajo la supervisión del jefe del proyecto, Jean-Christophe Pallier, con el fin de competir en la carrera de montaña en la categoría Unlimited de Pikes Peak International Hill Climb, el 30 de junio de 2013.[cita requerida] El piloto designado para correrlo fue el francés Sébastien Loeb, quien logró imponer un nuevo récord en la carrera, al reducir el récord anterior en más de quince por ciento.
 Está revestido con partes de fibra de carbono y tiene un alerón similar al del Peugeot 908 que participa en Le Mans. Este coche lleva equipado un motor gasolina V6 biturbo con 850 cv con un rendimiento superior a vehículos de Fórmula 1 y con un peso de 850 kg, teniendo así una relación peso-potencia de 1. Esta excelente relación se consigue gracias a un chasis tubular revestido con fibra de carbono, una excelente distribución de pesos y una posición del motor central-trasera como en los prototipos de resistencia. También lleva los ejes, los frenos, la toma de aire para el motor y el alerón de dos metros derivado directamente del que utilizaba el Peugeot 908 HDi FAP que participa en Le Mans.

## Segunda generación (2019-presente)

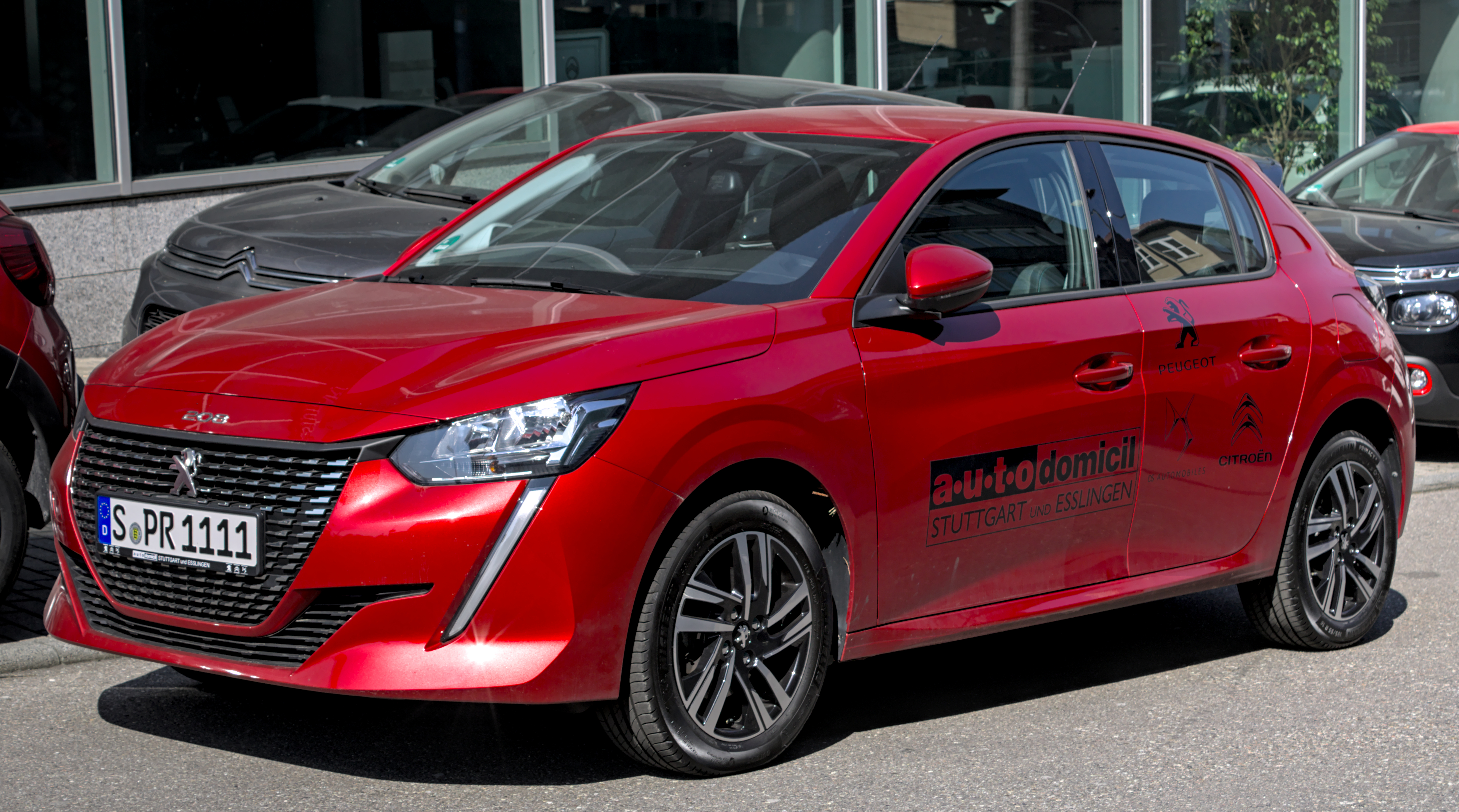
208 B

El 208 II (209) es comercializado desde el 6 de octubre de 2019. Es la segunda generación del Peugeot 208 y sucede a la primera generación producida entre 2012 y 2019. Fue elegido coche europeo del año 2020, el coche más vendido en Francia en 2020, 2021 y 2022 y n.º 1 en ventas en Europa en 2022, contando ambas generaciones combinadas. Inicialmente se encontraba disponible con motores de 1.2 y 1.6. La producción en serie del 208 comenzó en julio de 2019, seguida del e-208 en noviembre del mismo año. De momento no hay previsible la adición de motorizaciones HDI ni diésel. Esta generación sigue el ejemplo del 508 y el 308 de no subir un número en cada nueva generación de sus vehículos.
La segunda generación del Peugeot 208 se presentó el 25 de febrero de 2019, antes de su primera exposición pública en el Salón Internacional del Automóvil de Ginebra 2019.
Esta generación del 208 adopta pilotos traseros en forma de garra similares a los modelos recientes de la marca del león (508 y 3008), y al igual que el nuevo 508, adopta la nueva firma Peugeot con las luces de circulación diurna en forma de sable. Rompe así con la redondez de sus antecesores el 206, 207 y 208 I y adopta el estilo de su antecesor el 508 II. Elementos de estilo recuerdan el diseño de su antecesor, el 205, como la línea de las ventanillas o las muescas de los guardabarros traseros donde se inscribe el acabado.

### Versiones
Cuenta con 5 versiones ( 2 de ellas con un plus de equipamiento) 
- Like o like pack  (2020-2022)

- Active

- Allure
- Feline
- GT/GT Line

### Motorizaciones
- Like/like pack: 1,2 y 1,6 cc Puretech
- Active: 1,6 cc Puretech  y con caja manual de 5.ª o automática|Tiptronic de 6.ª
- Allure: 1,6 cc Puretech y con caja manual de 5.ª o  automática tiptronic de 6.ª
- Feline 1,6cc Puretech y con caja automática de 6.ª
- GT: 1,2 turbo de 130cv con Tiptronic

### e-208
En febrero de 2019 se presentó una nueva versión de automóvil eléctrico, cuya potencia máxima es de 136 CV (134 HP; 100 kW). Acelera de 0 a 100 km/h (0 a 62 mph) en 8.1 segundos en modo deportivo. Dispone de tres modos de manejo: Normal, Sport y Eco. La batería de 50 kWh (180 MJ) tiene una garantía de mantener su capacidad al 70% durante ocho años o 160 000 km (99 400 millas) y dispone de sistema de Carga Combinado. Tendría una autonomía estimada de unos 340 km (211 millas), según el ciclo WLTP. El inicio de ventas fue en octubre de 2019.[cita requerida]

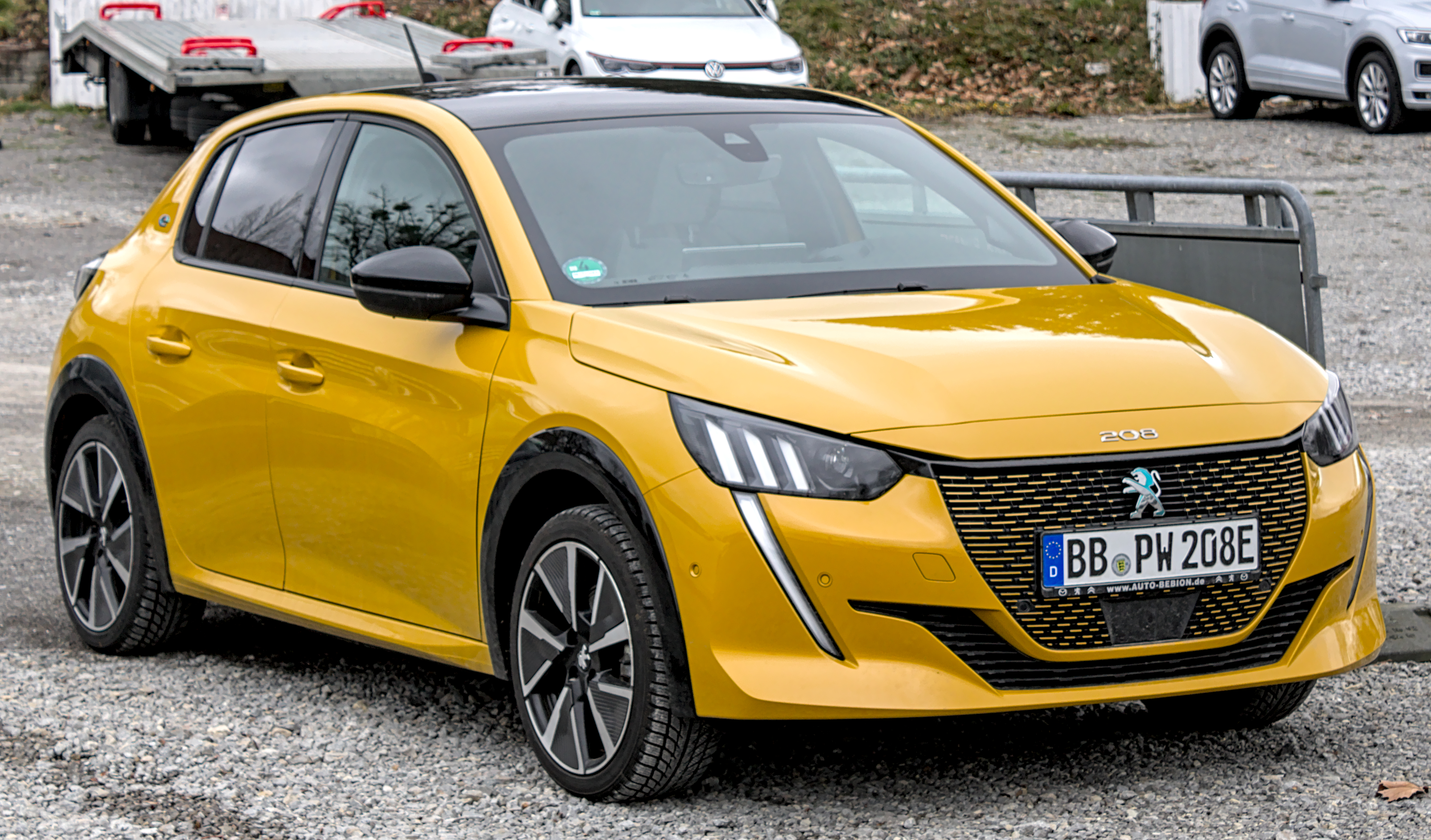
e-208 GT
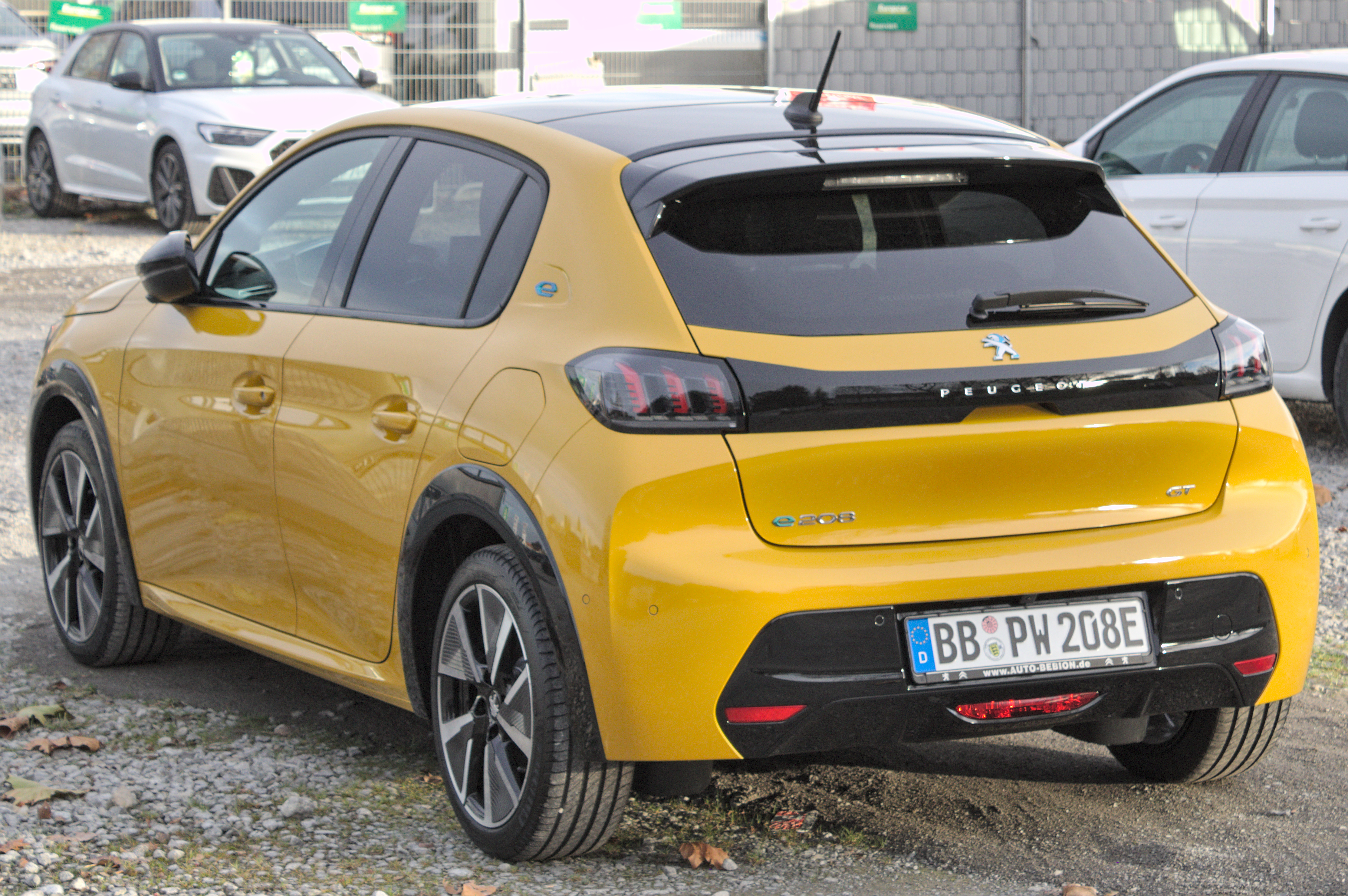
Vista lateral-trasera
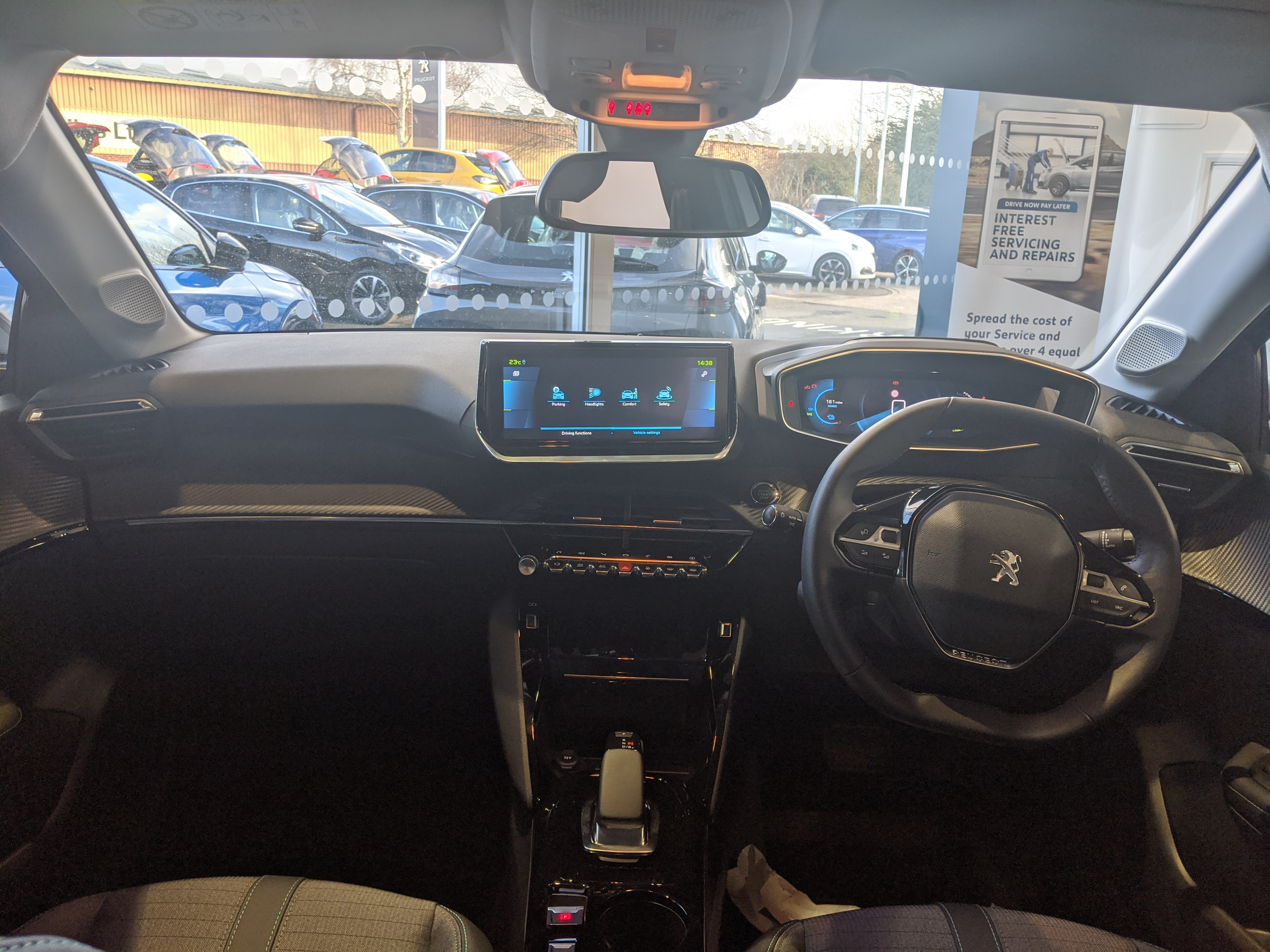
Interior

### Seguridad

#### Latin NCAP
El 208 en su configuración latinoamericana más básica con 4 airbags e ISA recibió 2 estrellas de Latin NCAP en 2021 bajo su nuevo protocolo (1 nivel superior a 2016–2019, similar a Euro NCAP 2014).

#### Euro NCAP
El 208 en su configuración europea estándar recibió 4 estrellas de Euro NCAP en 2019.

### Facelift (2023-presente)
El facelift/restyling del Peugeot 208 II fue presentado en 2023, destacandose la parte frontal que presenta la nueva identidad de la marca del león. En conjunto con la evolución del logotipo, se presentan una nueva firma lumínica led delantera y nuevos faros traseros led, nueva parrilla a color carrocería y llantas de 17 pulgadas.
Tiene dos motorizaciones en Sudamérica: El 1.6 VTi y el T3 1.0 turbo. En Europa, viene en versiones eléctricas/híbridas, o 1.2 Puretech, entre otras nafteras.
Se ofrece en Sudamérica en Active, Allure y GT. No se ofrece cualquier tipo de versión híbrida o EV en este continente. En Europa se ofrecen las mismas versiónes Active, Allure y GT, pero con la versión E-208, HYBRID 100 y HYBRID 136. Las últimas 2 son "Micro-Hibridas"
Incluye el Peugeot I-Cockpit, con su destacado volante compacto y una pantalla de 10 pulgadas fácil acceso.
En seguridad mantiene el mismo equipamiento que el 208 II original.
En America del Sur, se prevé que para 2025 llegue equipado con el motor Firefly 1.2 de Fiat producido localmente en Brasil.[cita requerida]